# Esserval-Combe
Esserval-Combe korábbi község (település) Franciaországban, Jura megyében. 2016. január 1-jén és Molpré községgel egyesült és Mièges új község része lett.
Lakosainak száma 26 fő (2018. január 1.). Esserval-Combe Esserval-Tartre, Censeau, Mièges és Plénise községekkel határos.

## Népesség
A település népességének változása:
| Lakosok száma | 31   | 30   | 20   | 17   | 21   | 15   | 18   | 20   | 25   | 26   |
|               | 1962 | 1968 | 1982 | 1990 | 1999 | 2008 | 2011 | 2013 | 2017 | 2018 |